# Trigonometri
Trigonometri (fra græsk trigōnon = tre vinkler og metro = måle) er en gren af matematikken der behandler relationen mellem sider og vinkler i trekanter. Hertil er bl.a. knyttet disse fire trigonometriske funktioner:
Tilføjelser gælder for den retvinklede trekant.
- sinus (forkortet sin) = den modstående katete divideret med hypotenusen.[1]
- cosinus (forkort. cos) = den hosliggende katete divideret med hypotenusen.[1]
- tangens (forkort. tan eller tg) tangens er opkaldt efter tangent til enhedscirklen. tan = den modstående katete divideret med den hosliggende katete.[1]
- cotangens (forkortet cot) er defineret som reciprok tangens.[2]

De to funktioner, sinus og cosinus, er defineret ud fra enhedscirklen. Hvorimod tangens og cotangens er defineret ud fra sinus og cosinus.

## Trekantberegninger
En trekant har tre sider og tre vinkler, dvs. der hører i alt seks værdier til en given trekant. Hvis tre af disse seks er givet (mindst én af dem en side), kan man ved hjælp af regneregler beregne de tre manglende værdier. De tre regler er:
- at summen af vinklerne i enhver trekant er 180°.[4]
- cosinusrelationerne[5] kaldes også den udvidede Pythagoras pga. lighed med Pythagoras' læresætning.
- sinusrelationenerne[6]

Regneopgaver af denne art kaldes for trekanttilfælde, og de inddeles efter hvilke oplysninger, der er givet.

## Bøger
- Carstensen, Jens & Frandsen, Jesper (1990): Obligatorisk matematik. Forlaget Systime, Herning. ISBN 87-7783-630-8
- Holth, Klaus m.fl. (1987): Matematik Grundbog 1. Forlaget Trip, Vejle. ISBN 87-88049-18-3